# 巴达尔呼 (鄂尔多斯右翼前旗)
巴达尔呼（？—1883年），蒙古族，伊克昭盟鄂尔多斯右翼前旗人，鄂尔多斯右翼前旗札萨克多罗贝勒，後任伊克昭盟盟長兼鄂爾多斯濟農。

## 生平
1829年，巴达尔呼袭任鄂尔多斯右翼前旗札萨克固山贝子。1874年，巴达尔呼晋封为多罗贝勒，并任伊克昭盟盟长兼鄂尔多斯济农。1883年，巴达尔呼逝世。